# Maierhofen (Gemeinde Allhartsberg)
Maierhofen ist eine Streusiedlung der Marktgemeinde Allhartsberg in Niederösterreich.

## Geografie
Der Ort liegt einen Kilometer südlich von Allhartsberg und besteht aus den zerstreuten Häusern in Maierhofen, weiters aus den Rotten Aiden und Bichl sowie aus mehreren Einzellagen.

## Geschichte
Laut Adressbuch von Österreich waren im Jahr 1938 in Maierhofen eine Hebamme und einige Landwirte ansässig.